# 血液騎士

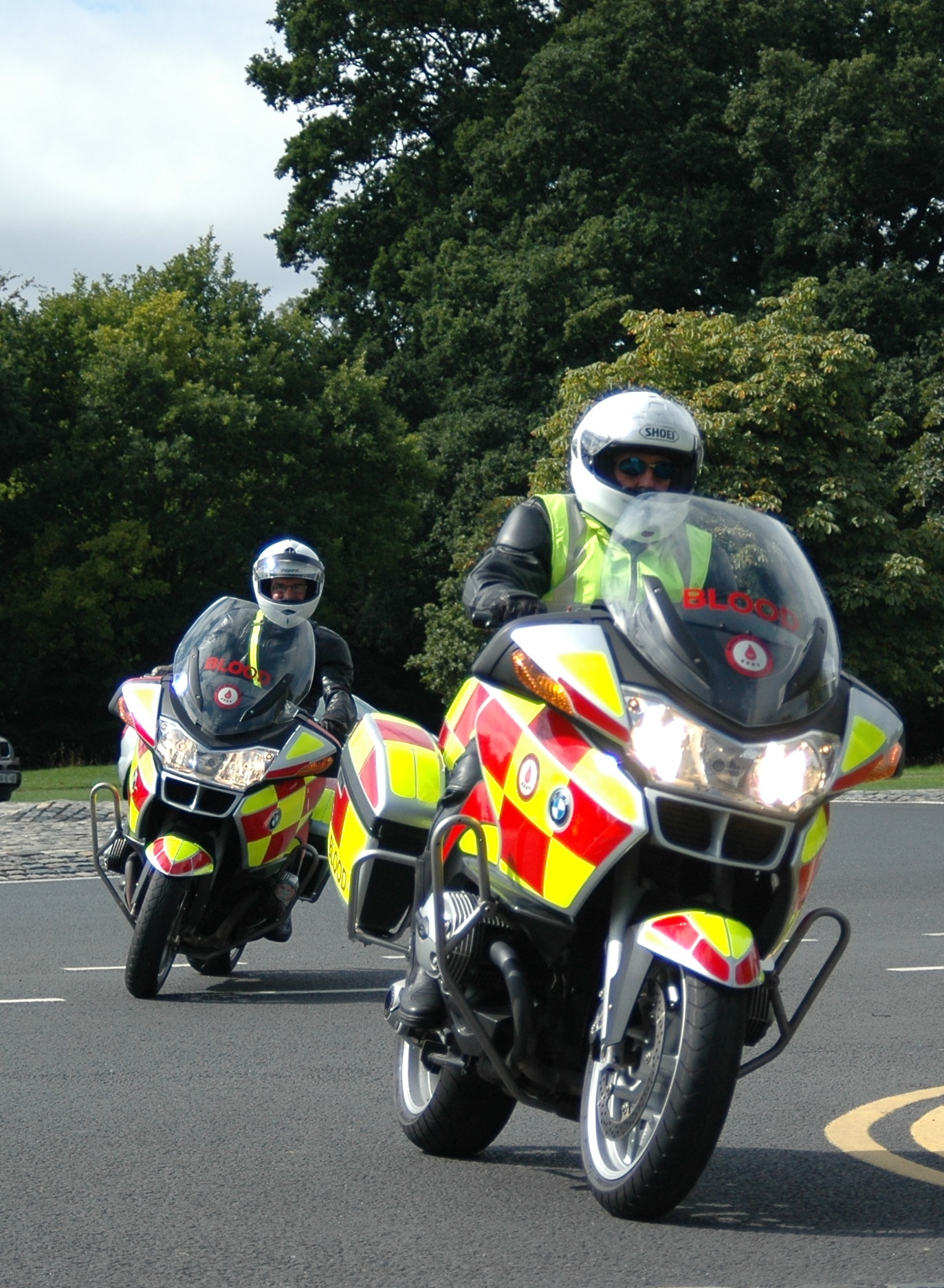
2013年愛爾蘭共和國兩名駕駛BMW R1200RT型血液機車的車手

血液騎士（Blood bike，中文直譯「血機車」），是一類摩托車緊急醫療速遞服務組織的稱呼，成員騎著摩托車往返於醫院以及其它醫療機構之間運送血漿、藥物、X光片、樣本或醫療文件。此型態組織常見於英國與愛爾蘭。